# Lucia Žitňanská
Lucia Žitňanská, rozená Kozmová (* 3. června 1964, Bratislava, Československo) je slovenská advokátka a politička za stranu MOST-HÍD, dříve za SDKÚ-DS. V roce 2006 a v letech 2010–2012 působila ve funkci ministryně spravedlnosti Slovenska. Stejnou funkci zastávala opět od března 2016 do března 2018 ve třetí vládě premiéra Roberta Fica.

## Život
V roce 1987 absolvovala Právnickou fakultu Univerzity Komenského v Bratislavě. Od té doby působila postupně jako právnička v několika podnicích a společnostech v Bratislavě.
V letech 1992–2006 působila na Katedře obchodního, hospodářského a finančního práva na PF Univerzity Komenského. V roce 1995 získala titul Ph.D., v roce 2001 se habilitovala v odboru obchodního práva. Od roku 2002 působí jako advokátka. Od června 2013 je vedená v seznamu arbitrů pro obchodní případy u Vídeňského arbitrážního soudu.
Je vdaná, s manželem Eduardem Žitňanským má děti Luciu, Dávida a Hedu.

## Politická činnost
Od roku 2002 do roku 2006 působila ve funkci státní tajemnice ministerstva spravedlnosti za KDH (Křesťanskodemokratické hnutí) jako nestranička. Po demisi ministra spravedlnosti Daniela Lipšice se 8. února 2006 stala místopředsedkyní vlády a ministryní spravedlnosti v druhé vládě Mikuláše Dzurindy.
V letech 2006–2010 zastávala post poslankyně za stranu SDKÚ-DS (Slovenská demokratická a křesťanská unie – Demokratická strana). Zároveň zastávala funkci místopředsedkyně Mandátového a imunitního výboru NR SR a byla členkou Ústavoprávního výboru NR SR. 12. června 2010 byla v parlamentních volbách zvolena za poslankyni za SDKÚ-DS. Poslanecký mandát však neuplatňovala, jelikož se opět stala ministryní spravedlnosti, tentokrát ve vládě Ivety Radičové. V této funkci působila do roku 2012. Poté se stala poslankyní a od konce roku 2012 vedla poslanecký klub SDKÚ-DS. V listopadu 2013 ale z SDKÚ-DS vystoupila a stala se členkou strany zastupující zájmy maďarské menšiny MOST-HÍD.